# 夏雪ランデブー
『夏雪ランデブー』（なつゆきランデブー）は、河内遙による日本の漫画作品。『FEEL YOUNG』（祥伝社）にて、2009年7月号から2012年1月号まで連載された。単行本は全4巻に番外編がある。

## あらすじ
花屋でアルバイトをしている青年・葉月は店長の六花に恋心を抱いていた。しかし彼女は後家であり、三年前に病死した夫・篤がいた。幽霊ながら葉月の恋路を邪魔し、妨害行為を繰り返す篤との三角関係が始まる。

## 登場人物
声はテレビアニメ版の声優。
葉月 亮介（はづき りょうすけ）
声 - 中村悠一
本作の主人公。22歳。花屋『SHIMAO』でアルバイトをしている。目つきが悪いが、とても一途で純情な青年。六花に一目惚れして、以後彼女に近付くため、店に通い詰め、バイト募集を機に晴れてアルバイトとして店で一緒に働くことになった。篤の姿が見える唯一の人物。実は目が悪い。
島尾 六花（しまお ろっか）
声 - 大原さやか
本作のヒロイン。30歳。葉月のアルバイト先である花屋『SHIMAO』の店長。丸いおでこが特徴。未亡人で、夫の死後に新しい恋愛が出来ずにいる。現在の髪型は黒髪のベリーショートだが、篤が生きていた頃はおかっぱ風のセミロングだった。
島尾 篤（しまお あつし）
声 - 福山潤
葉月の恋敵にあたる人物。3年前に病死した六花の夫。幼少の頃から体が弱く、生涯のほとんどを病院のベッドの上で過ごしてきた。そんな境遇が由来してか、非常に冷めた性格で、生前も家族はおろか六花の前でも本心を表に出すことはあまりなかった様子。絵が非常に上手い。運動神経はよくなく、変な走り方をする。
島尾 ミホ（しまお みほ）
声 - 冬馬由美
篤の姉。眼鏡をかけている。非常に明朗な性格。たまに店を手伝いにやって来る。
アッコ
声 - 三宅麻理恵
『SHIMAO』の元店員。旅行先の海外で知り合った男と国際結婚し寿退職した。

## 単行本
| タイトル | タイトル              | 初版発行日    | ISBN              |
| -------- | --------------------- | ------------- | ----------------- |
| 1        | 夏雪ランデブー (1)    | 2010年2月20日 | 978-4-396-76487-6 |
| 2        | 夏雪ランデブー (2)    | 2010年9月8日  | 978-4-396-76503-3 |
| 3        | 夏雪ランデブー (3)    | 2011年8月8日  | 978-4-396-76528-6 |
| 4        | 夏雪ランデブー (4)    | 2012年4月7日  | 978-4-396-76544-6 |
| 5        | 夏雪ランデブー 番外編 | 2013年11月8日 | 978-4-396-76589-7 |

## テレビアニメ
2012年7月5日から9月13日まで、フジテレビ「ノイタミナ」枠にて放送された。

### スタッフ
- 原作 - 河内遙「夏雪ランデブー」（祥伝社・フィールコミックス）[1]
- 監督 - 松尾衡[1]
- キャラクターデザイン - 谷口淳一郎[1]
- プロップデザイン - 羽田浩二、小松麻美
- 花作画監督 - 羽田浩二
- 美術監督・美術設定 - 河野次郎
- 色彩設計 - 石黒けい
- 撮影監督 - 伊藤邦彦
- 編集 - 武宮むつみ
- 音楽 - 村松健[1]
- 音楽プロデューサー - 佐野弘明
- チーフプロデューサー - 小中大典、山本幸治
- プロデューサー - 高橋敦司、尾崎紀子、吉澤隆
- アニメーションプロデューサー - 鎌田肇
- アニメーション制作 - 動画工房[1]
- 制作 - 「夏雪ランデブー」製作委員会（東宝、フジテレビジョン、ソニー・ミュージックエンタテインメント、電通、動画工房、祥伝社）

### 主題歌
オープニングテーマ「SEE YOU」
作詞 - Juil Shono / 作曲・編曲 - Jin Nakamura / 歌 - 松下優也
エンディングテーマ「あなたに出会わなければ 〜夏雪冬花〜」
作詞 - aimerrhythm / 作曲 - 百田留衣 / 編曲 - 玉井健二、百田留衣 / 歌 - Aimer

### 各話リスト
| 話数   | 絵コンテ          | 演出              | 作画監督                                  | 総作画監督            |
| ------ | ----------------- | ----------------- | ----------------------------------------- | --------------------- |
| 第1話  | 松尾衡 松村樹里亜 | 松尾衡 松村樹里亜 | 谷口淳一郎、小松麻美                      | 谷口淳一郎            |
| 第2話  | 山崎みつえ        | 山崎みつえ        | 吉田隆彦、曾我篤史                        | 小松麻美              |
| 第3話  | 神保昌登          | 神保昌登          | 高柳久美子                                | 谷口淳一郎            |
| 第4話  | 松尾衡            | 高木弘樹          | 國行由里江、吉田隆彦 曾我篤史、高柳久美子 | 小松麻美 谷口淳一郎   |
| 第5話  | 山崎みつえ        | 山崎みつえ        | 手島典子、曾我篤史 久保茉莉子、高田晃     | 小松麻美 谷口淳一郎   |
| 第6話  | 大橋誉志光        | 松尾衡            | 徳倉栄一、曾我篤史 吉田隆彦、高田晃       | 佐々木敦子 谷口淳一郎 |
| 第7話  | 松尾衡            | 松尾衡            | 瀬尾康博、曾我篤史 久保茉莉子、高柳久美子 | 小松麻美 谷口淳一郎   |
| 第8話  | 山崎みつえ        | 松尾衡            | 天崎まなむ                                | 小松麻美              |
| 第9話  | 神保昌登          | 神保昌登          | 今岡大、長田伸二                          | 小松麻美 谷口淳一郎   |
| 第10話 | 高木弘樹          | 高木弘樹          | 柴田志郎、渡辺奈月                        | 小松麻美 谷口淳一郎   |
| 第11話 | 松尾衡            | 松尾衡            | 高橋瑞香                                  | 小松麻美 谷口淳一郎   |

### 放送局
| 放送地域   | 放送局             | 放送期間                | 放送時間           | 放送系列          | 備考                                      |
| ---------- | ------------------ | ----------------------- | ------------------ | ----------------- | ----------------------------------------- |
| 関東広域圏 | フジテレビ         | 2012年7月5日 - 9月13日  | 木曜 25:15 - 25:45 | フジテレビ系列    | 製作委員会参加                            |
| 中京広域圏 | 東海テレビ         | 2012年7月5日 - 9月13日  | 木曜 26:35 - 27:05 | フジテレビ系列    |                                           |
| 韓国全域   | ANIPLUS            | 2012年7月6日 - 9月14日  | 金曜 23:00 - 23:30 | CS放送 ネット配信 | リピート放送あり 韓国語字幕あり           |
| 佐賀県     | サガテレビ         | 2012年7月6日 - 9月21日  | 金曜 25:35 - 26:05 | フジテレビ系列    | 第5話までは1日遅れ。 第6話以降は8日遅れ。 |
| 福岡県     | テレビ西日本       | 2012年7月6日 - 9月21日  | 金曜 26:35 - 27:05 | フジテレビ系列    | 第5話までは1日遅れ。 第6話以降は8日遅れ。 |
| 山形県     | さくらんぼテレビ   | 2012年7月7日 - 9月15日  | 土曜 25:35 - 26:05 | フジテレビ系列    |                                           |
| 秋田県     | 秋田テレビ         | 2012年7月7日 - 9月15日  | 土曜 26:05 - 26:35 | フジテレビ系列    |                                           |
| 鹿児島県   | 鹿児島テレビ       | 2012年7月7日 - 9月15日  | 土曜 26:05 - 26:35 | フジテレビ系列    |                                           |
| 熊本県     | テレビ熊本         | 2012年7月7日 - 9月15日  | 土曜 26:35 - 27:05 | フジテレビ系列    |                                           |
| 福島県     | 福島テレビ         | 2012年7月9日 - 9月17日  | 月曜 25:40 - 26:10 | フジテレビ系列    |                                           |
| 広島県     | テレビ新広島       | 2012年7月9日 - 9月17日  | 月曜 26:00 - 26:30 | フジテレビ系列    |                                           |
| 愛媛県     | テレビ愛媛         | 2012年7月10日 - 9月18日 | 火曜 25:05 - 25:35 | フジテレビ系列    |                                           |
| 新潟県     | 新潟総合テレビ     | 2012年7月10日 - 9月18日 | 火曜 26:00 - 26:30 | フジテレビ系列    |                                           |
| 宮城県     | 仙台放送           | 2012年7月10日 - 9月18日 | 火曜 26:15 - 26:45 | フジテレビ系列    |                                           |
| 近畿広域圏 | 関西テレビ         | 2012年7月10日 - 9月18日 | 火曜 26:28 - 26:58 | フジテレビ系列    |                                           |
| 岩手県     | 岩手めんこいテレビ | 2012年7月11日 - 9月19日 | 水曜 26:20 - 26:50 | フジテレビ系列    |                                           |
| 静岡県     | テレビ静岡         | 2012年7月12日 - 9月20日 | 木曜 25:40 - 26:10 | フジテレビ系列    |                                           |
| 日本全域   | BSフジ             | 2012年7月28日 - 10月6日 | 土曜 26:30 - 27:00 | BS放送            |                                           |
| 北海道     | 北海道文化放送     | 2013年4月14日 - 6月23日 | 日曜 25:55 - 26:25 | フジテレビ系列    |                                           |

| フジテレビ ノイタミナ 第2部 | フジテレビ ノイタミナ 第2部 | フジテレビ ノイタミナ 第2部 |
| 前番組                      | 番組名                      | 次番組                      |
| --------------------------- | --------------------------- | --------------------------- |
| つり球                      | 夏雪ランデブー              | ROBOTICS;NOTES              |

## アプリ
NECビッグローブのスマートフォン向けアプリのカードコレクションゲーム『嫁コレ』に参加している。撮り下ろしボイスが用意されている。